# Tiantong
Tiantong (chino: 天通) es el primer sistema de comunicaciones satelitales de China. El primero de los satélites que lo componen, Tiantong-1-01, se lanzó el 6 de agosto de 2016 (UTC+8).

## Antecedentes
En China, por más de 30 años, se han propuesto planes para desarrollar un sistema de comunicación móvil satelital. A principios de la década de 1990, la comunidad científica china ha establecido que un sistema tal constituiría un requisito crucial para un país de las dimensiones de China, con una distribución poblacional despareja y con desastres naturales frecuentes. Tras acaecer el  terremoto de Wenchuan, todos los sistemas de comunicaciones terrestres quedaron fuera de servicio, y se tuvo que recurrir únicamente al arrendamiento de un enlace telefónico por satélite extranjero para mantener la comunicación con el exterior. Tras el terremoto de Wenchuan, el Estado propuso construir su propio satélite de comunicaciones móviles. Su primera misión era garantizar que cuando China sufra catástrofes naturales graves, ésta pueda sostener comunicaciones de emergencia, para suplir las carencias de los servicios nacionales militares y civiles de comunicaciones móviles.
En julio de 2008, los ingenieros aeroespaciales Sun Jiadong y Shen Rongjun (沈荣骏) pidieron de forma conjunta la culminación del sistema de comunicación móvil por satélite independiente de China. Tras más de tres años de trabajos de demostración y diseño por parte de varios departamentos y unidades del país, en septiembre de 2011 se inauguró oficialmente el proyecto del sistema de comunicación móvil por satélite Tiantong-1.

## Composición del sistema
El Tiantong-1 constituye una parte importante de la infraestructura de información espacial de China. Se compone de tres ámbitos: espacial, terrestre y terminal de usuario. Como parte del equipamiento espacial se planifican varios satélites de órbita geosíncrona.

## Funciones
Según dichos de la Corporación de Ciencia y Tecnología Aeroespacial de China, la tarea del sistema de satélites es brindar servicios de comunicaciones confiables, estables y a prueba de cualquier condición meteorológica para personas en China y zonas circundantes, así como el Oriente Medio, África y la mayor parte de los océanos Pacífico e Índico.
China Telecom se ha servido de este sistema para proveer servicios de telefonía satelital en el país. La gama de teléfonos inteligentes Mate 60 de Huawei, lanzada el 29 de agosto de 2023, incorpora una funcionalidad de enlace telefónico a través de Tiantong.

## Lista de satélites de Tiantong-1
| Satélite      | Fecha de lanzamiento (UTC+8)   | Id. COSPAR | Sitio de lanzamiento | Cohete        | Órbita | Estado         |
| ------------- | ------------------------------ | ---------- | -------------------- | ------------- | ------ | -------------- |
| Tiantong-1 01 | 6 de agosto de 2016, 00:22     | 2016-048A  | Xichang              | Long March 3B | OTG    | En operaciones |
| Tiantong-1 02 | 12 de noviembre de 2020, 23:59 | 2020-082A  | Xichang              | Long March 3B | OTG    | En operaciones |
| Tiantong-1 03 | 20 de enero de 2021, 00:25     | 2021-003A  | Xichang              | Long March 3B | OTG    | En operaciones |